# The Woman in White (miniserie televisiva)
The Woman in White è una miniserie televisiva del 2018 prodotta dalla BBC One e tratta dall'omonimo romanzo di Wilkie Collins.

## Puntate
| Stagione       | Episodi | Prima TV USA | Prima TV Italia |
| -------------- | ------- | ------------ | --------------- |
| Prima stagione | 5       | 2018         | Inedita         |

## Personaggi e interpreti
- Marian Halcombe, interpretata da Jessie Buckley.
- Walter Hartright, interpretato da Ben Hardy.[2]
- Laura Fairlie/Anne Catherick, interpretata da Olivia Vinall.
- Sir Percival Glyde, interpretato da Dougray Scott.
- Conte Fosco, interpretato da Riccardo Scamarcio.
- Frederick Fairlie, interpretato da Charles Dance.
- Erasmus Nash, interpretato da Art Malik.
- Mrs Vesey, interpretata da Joanna Scanlan.
- Mrs Michelson, interpretata da Vicki Pepperdine.
- Mrs Catherick, interpretata da Kerry Fox.
- Mr Gilmore, interpretato da Nicholas Jones.
- Professor Pesca, interpretato da Ivan Kaye.
- Madam Fosco, interpretata da Sonya Cassidy.
- Mrs Hartright, interpretata da Cathy Belton.
- Mr Merriman, interpretato da Tony Flynn.